# Filipeștii de Pădure
Filipeştii de Pădure é uma comuna romena localizada no distrito de Prahova, na região de Muntênia. A comuna possui uma área de 48.64 km² e sua população era de 10302 habitantes segundo o censo de 2007.